# Studio 6
Studio 6 je zpravodajský pořad České televize, vysílaný od 4. ledna 1993 do 2. října 1998 a poté od 1. září 2008, kdy nahradil Dobré ráno vysílané z pražského studia České televize.

## O pořadu
Pořad je vysílán každý všední den od 5.59 na ČT1 a ČT24. V letech 2010–2011 bylo Studio 6 vysíláno pouze na ČT24, ČT1 vysílala Dobré ráno. Studio 6 vysílané od 1. září 2008 oproti Studiu 6 od 4. ledna 1993 do 2. října 1998 dostalo formálnější zpravodajskou podobu. Nabízí kromě rozhovorů a aktuálních informací také každou čtvrthodinu zpravodajský blok, sportovní zprávy, předpověď počasí a dopravní informace. Zřídkakdy se v pořadu objevuje také blok kultura s kulturními reportážemi.

### Rubriky
V minulosti byly součástí pořadu kromě základního zpravodajství také různé rubriky, jako například:
- Tisk (později uváděn pod názvem Média dnes či Média) – rubrika, v níž moderátoři rozebírali titulky novin a později i internetových médií
- Zahraniční tisk – rubrika, v níž moderátoři spolu se zahraničním redaktorem rozebírali zahraniční noviny
- Soutěž – rubrika, v níž moderátoři opakovali aktuální otázku SMS soutěže
- Anketa – rubrika s aktuální anketní otázkou, uvedenou na webu pořadu
- Ekonomika – rubrika s ekonomickými informacemi a burzovními zprávami
- Dnešek v šedesáti vteřinách (později Dnes sledujeme) – rubrika, v níž jeden z moderátorů uvedl očekávané události dne
- Profil – interview s lidmi z různých profesí (v roce 2011 byla rubriky přesunuta do dopoledního bloku vysílání ČT24 a od roku 2013 je součástí Studia 6 Víkend)

Moderátory pořadu vysílaného v letech 1993–1998 byli Jan Kovařík, Václav Žmolík, Petr Horký, Blanka Budínová, Jana Bobošíková, Jura Kavan, Vladimír Kroc, Jaromír Bosák, Aleš Cibulka, a Iveta Toušlová. Moderátory pořadu od 1. září 2008 byly původně tři dvojice – Jiří Václavek s Jolkou Krásnou, David Borek s Danielou Písařovicovou a František Lutonský s Helenou Šulcovou, kterou v roce 2010 vystřídala Barbora Kroužková. V roce 2012 se z Františka Lutonského stal zástupce šéfredaktora zpravodajství ČT, a tak moderátoři začali pořad moderovat samostatně společně s moderátory zpráv, které byly původně vysílány z velína. Od roku 2013 moderovali Studio 6 pouze Jolka Krásná a Jiří Václavek, k nim se v srpnu 2014 přidal Daniel Stach. Václavek později přešel k moderaci jiných pořadů. V dubnu 2016 Daniela Stacha nahradil Pavel Navrátil. Od roku 2022 pořad moderují také Nikola Reindlová a Ondřej Topinka.

## Studio 6 Víkend
Studio 6 Víkend je víkendová varianta pořadu Studio 6, vysílaná od 8. září 2012 každou sobotu od 7.00 na ČT24. Od jara 2020 se vysílá i v neděli, a to od 8.00. Pořad je obdobou Studia 6, původně jej moderovaly Petra Krmelová a Michala Hergetová. Obě později pořad opustily, a tak se v něm objevují moderátoři standardního Studia 6.